# Universo Jack Ryan
Universo Jack Ryan ou Ryanverse é uma série de livros centrados no personagem Jack Ryan escritos por Tom Clancy. No primeiro livro da série cronologicamente, Sem Remorso Jack Ryan é uma criança cujo pai é um policial que está monitorando John Kelly. No próximo livro da série, Jogos Patrióticos Jack Ryan torna-se o personagem central e é adulto. O livro Rainbow 6  permance no Universo Jack Ryan apesar de Ryan não ser o protagonista dessas histórias e sim John Clark, um personagem recorrente nos outros livros da série.

## Ordenação dos Livros
A ordem cronológica dos livros da série difere da sua ordem de publicação.
| Ordem de Publicação          | Ordem Cronológica            |
| A Caçada ao Outubro Vermelho | Sem Remorso                  |
| Jogos Patrióticos            | Jogos Patrióticos            |
| O Cardeal do Kremlin         | Coelho Vermelho              |
| Perigo Real e Imediato       | A Caçada ao Outubro Vermelho |
| A Soma de Todos os Medos     | O Cardeal do Kremlin         |
| Sem Remorso                  | Perigo Real e Imediato       |
| Dívida de Honra              | A Soma de Todos os Medos     |
| Ordens do Executivo          | Dívida de Honra              |
| Rainbow 6                    | Ordens do Executivo          |
| O Urso e o Dragão            | Rainbow 6                    |
| Coelho Vermelho              | O Urso e o Dragão            |
| Os Dentes do Tigre           | Os Dentes do Tigre           |
| Morto ou Vivo                | Morto ou Vivo                |

## Personagem Principal
Apesar de estarem inseridos no mesmo universo há protagonistas diferentes nos livros. Abaixo a lista de livros separados pelo protagonista, em ordem cronológica.

### Jack Ryan
- Jogos Patrióticos
- Coelho Vermelho
- A Caçada ao Outubro Vermelho
- O Cardeal do Kremlin
- Perigo Real e Imediato
- A Soma de Todos os Medos
- Dívida de Honra
- Ordens do Executivo
- O Urso e o Dragão

### John Clark/John Kelly
- Sem Remorso
- Rainbow 6

### Jack Ryan Jr.
- Os Dentes do Tigre
- Morto ou Vivo
- Locked On
- Threat Vector
- Command Authority